# Sabrina Carpenter
Sabrina Annlynn Carpenter (Quakertown, 11 de maio de 1999) é uma cantora, compositora, produtora e atriz norte-americana. Ganhou popularidade ao estrelar a série Girl Meets World (2014–2017), do Disney Channel, e posteriormente assinou com a Hollywood Records.  Ela lançou seu single de estreia "Can't Blame a Girl for Trying" em 2014, seguido pelos álbuns de estúdio Eyes Wide Open (2015), Evolution (2016), Singular: Act I (2018) e Singular: Act II (2019).
Carpenter mudou-se para a Island Records em 2021 e lançou seu quinto álbum de estúdio, Emails I Can't Send (2022), que foi promovido pelas canções "Nonsense", que viralizou no TikTok, e "Feather", que atingiu o topo da tabela Pop Airplay nos Estados Unidos. Ela também foi ato de abertura da The Eras Tour (2023–2024) de Taylor Swift. Seu sexto álbum de estúdio, Short n' Sweet (2024), tornou-se seu primeiro a estrear e alcançar o topo da Billboard 200, produziu três singles que alcançaram o top dez da Billboard Hot 100 ("Espresso", "Please Please Please" e "Taste"), quebrou múltiplos recordes e obteve várias conquistas, incluindo seis indicações ao Grammy Awards, ganhando duas.
Em 2011, conseguiu seu primeiro papel como atriz, participando de um episódio do drama da NBC Law & Order: Special Victims Unit. Desde então, Carpenter participou em vários filmes, incluindo a comédia Adventures in Babysitting (2016), os dramas The Hate U Give (2018) e The Short History of the Long Road (2019), o musical Clouds (2020) e o suspense Emergency (2022). Ela também estrelou nos filmes originais da Netflix Tall Girl (2019), Tall Girl 2 (2022) e Work It (2020), sendo produtora executiva do último. Na Broadway, ela interpretou um papel principal no musical Mean Girls (2020).

## Primeiros anos e educação
Sabrina Annlynn Carpenter, filha de David e Elizabeth Carpenter, nasceu em 11 de maio de 1999 em Quarkertown, na Pensilvânia. Foi criada em East Greenville e educada em casa antes de se mudar para Los Angeles aos 13 anos. Ela cresceu ao lado de suas três irmãs mais velhas: Sarah, Shannon e a meia-irmã Cayla. Ademais, é sobrinha da atriz norte-americana Nancy Cartwright.
Na infância, Carpenter estudou em casa, e começou a postar no Youtube vídeos cantando covers de cantoras como Christina Aguilera e Adele. Seu pai construiu então um estúdio de gravação para ela, a fim de alimentar sua paixão pela música. Aos 9 anos, participou de um concurso de canto dirigido por Miley Cyrus intitulado "Be a Star" e ficou em terceiro lugar, ganhando visibilidade.

## Carreira

### 2011–2012: Início da carreira
Carpenter conseguiu seu primeiro papel como atriz em 2011, com uma participação especial no drama da NBC Law & Order: Special Victims Unit. Na mesma época, ela se apresentou ao vivo na estação de televisão chinesa Hunan Broadcasting System, para o festival Gold Mango Audience. Ela cantou "Something’s Got a Hold on Me" de Etta James, no estilo de Christina Aguilera no filme Burlesque. Menos de dois anos depois, Carpenter conseguiu um papel recorrente na série The Goodwin Games da Fox como a jovem Chloe, um papel recorrente no filme do Disney Channel, Gulliver Quinn, e no piloto da série da ABC, The Unprofessional.

### 2013–2017: Ascensão e carreira musical
Ela interpretou o jovem Merrin no filme de 2013, Horns. Carpenter cantou Smile para o álbum Disney Fairies: Faith, Trust, and Pixie Dust"; a música foi lançada na Radio Disney. Sua canção “All You Need” também é destaque na primeira temporada de Princesa Sofia.

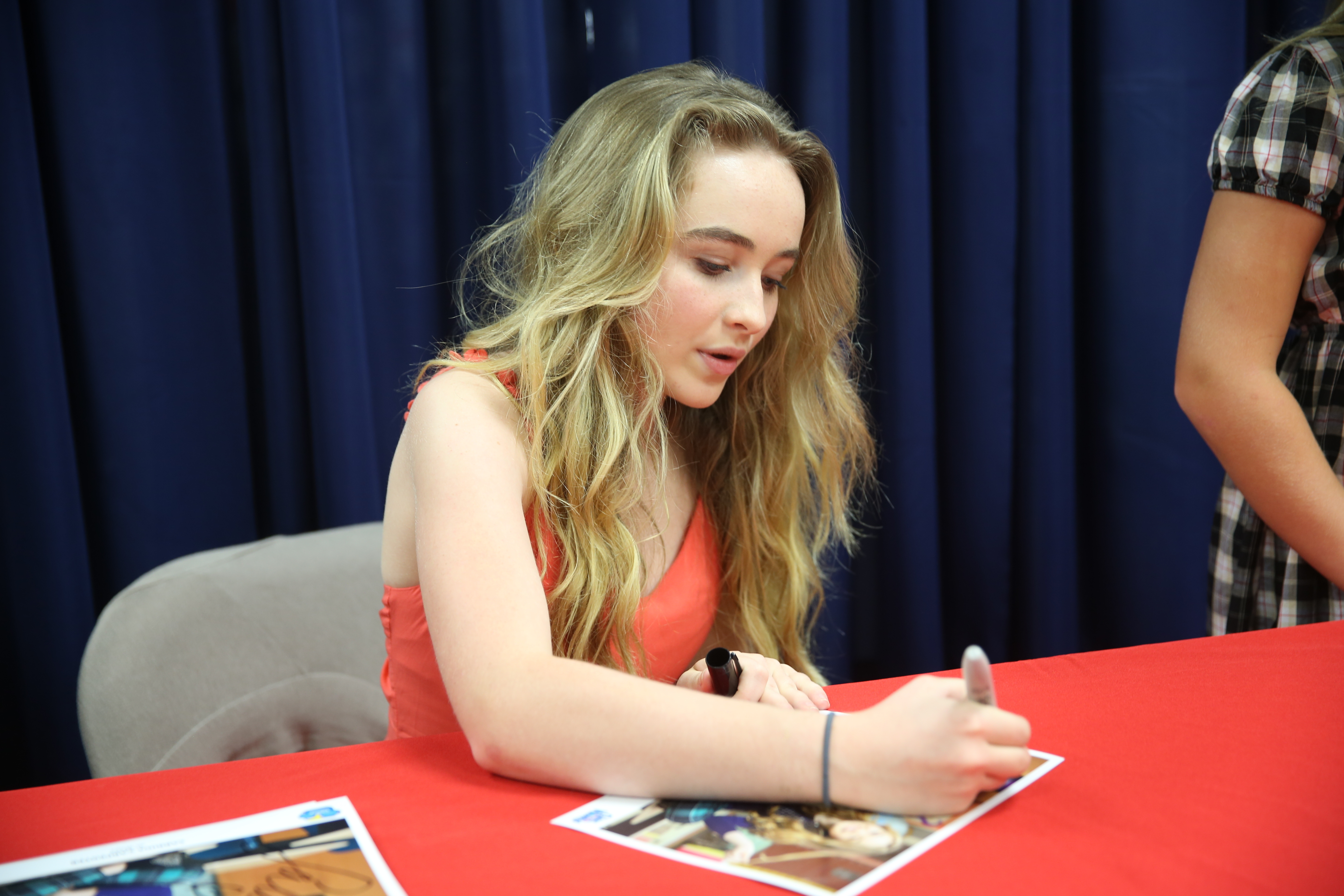
Carpenter distribuindo autógrafos para fãs em agosto de 2014

Em janeiro de 2013, Carpenter foi escalado como Maya Hart na série Riley e o mundo, do Disney Channel, ao lado de Rowan Blanchard. A série é uma sequencia da série da ABC de 1993–2000, Boy Meets world. Carpenter também assinou um contrato de cinco discos como artista musical da Hollywood Records. Em 14 de março de 2014, o single de estréia de Carpenter, Can't Blame a Girl for Trying, estreou na Radio Disney e foi lançada no iTunes no final do dia. A música é a faixa-título em seu EP de estréia, lançado em 8 de abril, que foi bem recebido. Carpenter é destaque na música tema Garota Conhece o Mundo, Take On The World, ao lado de Rowan Blanchard. Carpenter apresentou a música "Stand Out" no filme original do Disney Channel, O Rapaz Ideal, que estreou em 15 de agosto de 2014 no Disney Channel. Em 20 de julho de 2014, Carpenter contribuiu com os vocais principais para a versão cover de Do You Want to Build a Snowman? do Disney Channel Circle of Stars Em janeiro de 2015, foi anunciado que Carpenter, juntamente com Sofia Carson, estrelaria um filme original do Disney Channel, intitulado Adventures in Babysitting, baseado no filme Adventures in Babysitting, de 1987.

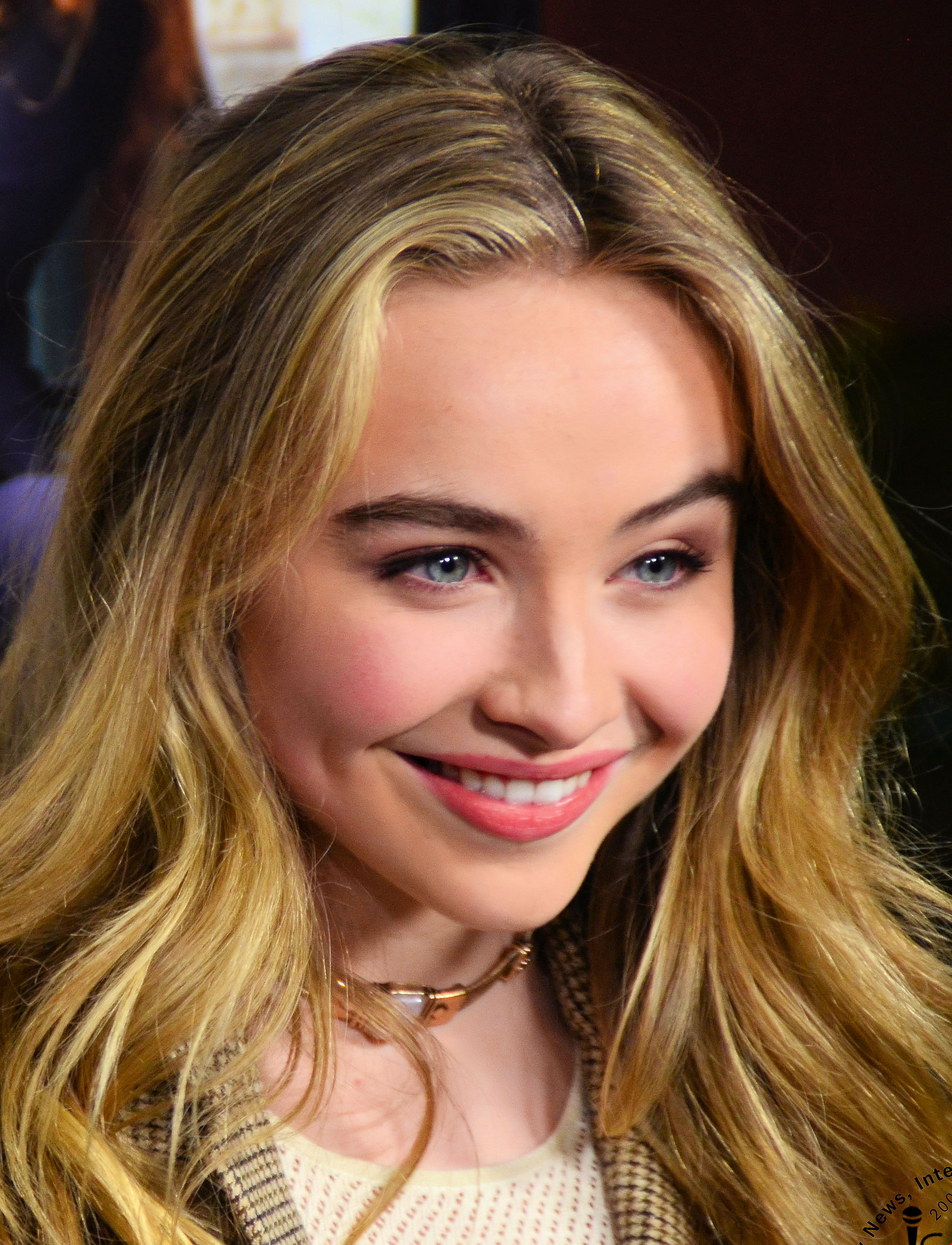
Carpenter em fevereiro de 2015

Em 22 de fevereiro, Carpenter anunciou o título de seu álbum de estreia, Eyes Wide Open. Foi precedido pelo single de estréia We Be the Stars, lançado em 13 de janeiro de 2015. O álbum iria ser originalmente lançado em 21 de abril de 2015, mas teve a data de lançamento antecipada para o dia 14 de abril de 2015. Em 2015, ela ganhou um Radio Disney Music Awards na categoria de Best Crush Song por Can't Blame a Girl for Trying.
Em dezembro de 2015, Carpenter  atuou no musical "Peter Pan and Tinker Bell – A Pirates Christmas" como Wendy. O musical se estendeu até dia 3 de Janeiro de 2016.
Smoke and Fire, inicialmente planejado como primeiro single do seu segundo álbum, Evolution, foi lançado em fevereiro de 2016, mas depois foi retirado do álbum, e On Purpose se tornou o single principal do álbum, lançado em 14 de outubro. Em 2017, Carpenter gravou a música-tema da série Andi Mack, intitulada Tomorrow Starts Today. Em 17 de abril de 2017, ela apresentou seu single Thumbs no The Late Late Show with James Corden. Ela colaborou com The Vamps e Mike Perry para o single Hands, lançado em 19 de maio de 2017. Em 2017, ela fez uma turnê pela Europa com o The Vamps, e fez uma turnê de verão com o New Hope Club. Em 13 de outubro de 2017, Lost Kings lançou um single chamado First Love, com Sabrina Carpenter. Seu single Why foi lançado em 7 de julho de 2017. Foi produzido por Jonas Jeberg. Em 2017, Carpenter cantou You're a Mean One, Mr. Grinch no álbum de natal de Lindsey Stirling, Warmer in the Winter. Em dezembro de 2017, Carpenter lançou uma capa de Have Yourself a Merry Little Christmas.

### 2018–2021: Estreia na Broadway, Singular Act I e Act II

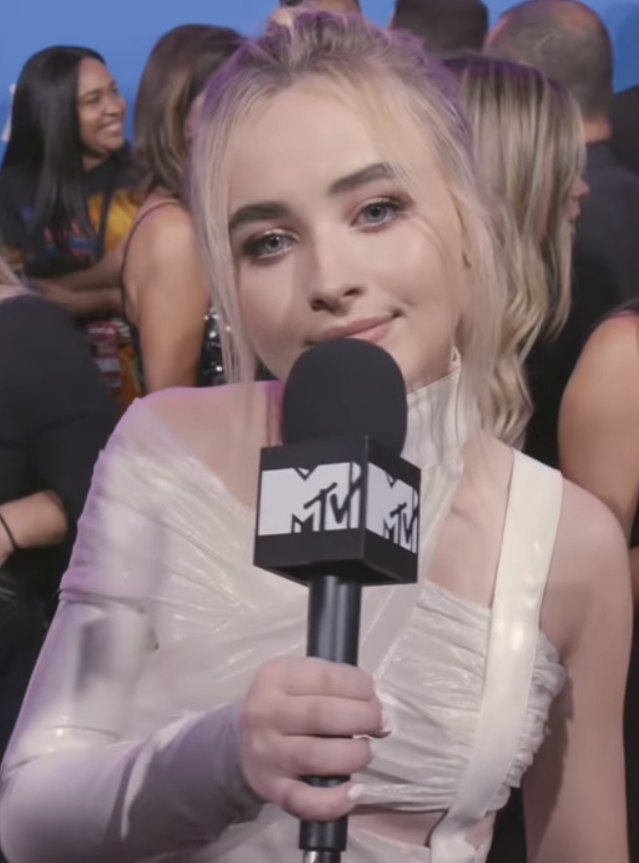
Carpenter nos MTV Video Music Awards de 2018

Em 16 de março de 2018, ela lançou o single Alien, com Jonas Blue. Eles tocaram a música juntos no Jimmy Kimmel Live! em 21 de março de 2018. Em 2017, Carpenter foi escalada para o filme O Ódio Que Você Semeia, baseado no romance de Angie Thomas. O filme foi lançado em outubro de 2018. Em 2018, ela foi escalada para o elenco regular do piloto de comédia da NBC So Close, e no filme de drama The Short History of the Long Road. Em maio de 2018, Carpenter foi incluído no "25 jovens da Geração Z mudando o mundo" da revista Nylon.
Em maio de 2018, Carpenter começou a lançar teasers do seu primeiro single de seu próximo terceiro álbum. Ela lançou o single, intitulado Almost Love, em 6 de junho de 2018. Poucos dias antes do lançamento do single, Carpenter lançou um trailer do seu terceiro álbum, anunciando que o álbum se chamaria Singular e e iria ser lançado no final de 2018. Ao tocar Almost Love no The Late Late Show with James Corden em outubro de 2018, Carpenter encerrou a apresentação pintando com spray "11/9" na parede, indicando a data de lançamento em 9 de novembro de 2018. Em 22 de outubro de 2018, ela anunciou formalmente a data de lançamento do álbum e que seria lançado em dois "atos", com o Act I em 9 de novembro e o Act II "em breve". Ela apresentou o segundo single do álbum, "Sue Me", no Live with Kelly and Ryan e The Today Show em 9 de novembro de 2018, no mesmo dia do lançamento do Act I. Em 2 de março de 2019, Carpenter embarcou na Singular Tour, começando em Orlando, Flórida, onde ela tocou duas novas músicas do Singular: Act II, Pushing 20 e Exhale. Em 8 de março de 2019, Pushing 20 foi lançada como o single principal do álbum. No mesmo dia, ela anunciou que lançaria constantemente novas músicas do álbum. Ela apareceu no single On My Way, de Alan Walker, lançado em 21 de março de 2019. Exhale foi lançado em 3 de maio de 2019. Em 4 de junho de 2019, Carpenter revelou que o Singular: Act II seria lançado em 19 de julho de 2019. Ela lançou o single In My Bed em 7 de junho de 2019.  Em 5 de julho de 2019, Carpenter se apresentou na série de concertos de verão do Good Morning America, onde performou On My Way e In My Bed. Ela também apresentou Sue Me, Why e o single promocional Paris do Act I.
Em janeiro de 2019, Carpenter foi escalado como Harper no filme da Netflix, Crush à Altura. Ela também foi escalada para fazer o filme de comédia de dança, Dançarina Imperfeita, ao lado de Liza Koshy, em maio de 2019. Ela também deve produzir o filme como co-executiva. Em julho de 2019, Carpenter se juntou à adaptação cinematográfica de The Distance From Me to You, de Marina Gessner. Ela irá estrelar e produzir o filme ao lado da sua co-estrela de Garota Conhece o Mundo, Danielle Fishel. Ela foi escalada para estrelar o drama adolescente Clouds em setembro. Em junho, Marie Claire relatou que Carpenter já havia começado a trabalhar em um quinto álbum de estúdio.
Em 14 de fevereiro de 2020, Carpenter lançou o single Honeymoon Fades para o Dia dos Namorados. Carpenter fez sua estréia na Broadway como Cady Heron em Mean Girls em 10 de março e estava programada para ter uma exibição limitada a terminar em 7 de junho. No entanto, devido à pandemia de COVID-19 todos os teatros da Broadway fecharam em 12 de março e só serão reabertos em 6 de setembro de 2020, diminuindo assim seu tempo de exibição. No entanto, Carpenter pretende retornar ao programa quando a pandemia terminar. Em abril, Carpenter apareceu em uma versão de caridade de If the World Was Ending, de JP Saxe e Julia Michaels, que apoia os Médicos sem Fronteiras na pandemia de COVID-19. Em 24 de julho de 2020, Carpenter lançou o single "Let Me Move You" do filme da Netflix Work It, no qual ela também estrela e é a produtora executiva. Em julho, foi anunciado que ela iria estrelar e produzir a adaptação do musical 'Alice in Wonderland' para a Netflix. Em setembro de 2020, ela participou de um remix de "Wow" com cantora sueca Zara Larsson.

### 2021-presente: Island Records, emails i can't send, Short n' Sweet e Man's Best Friend

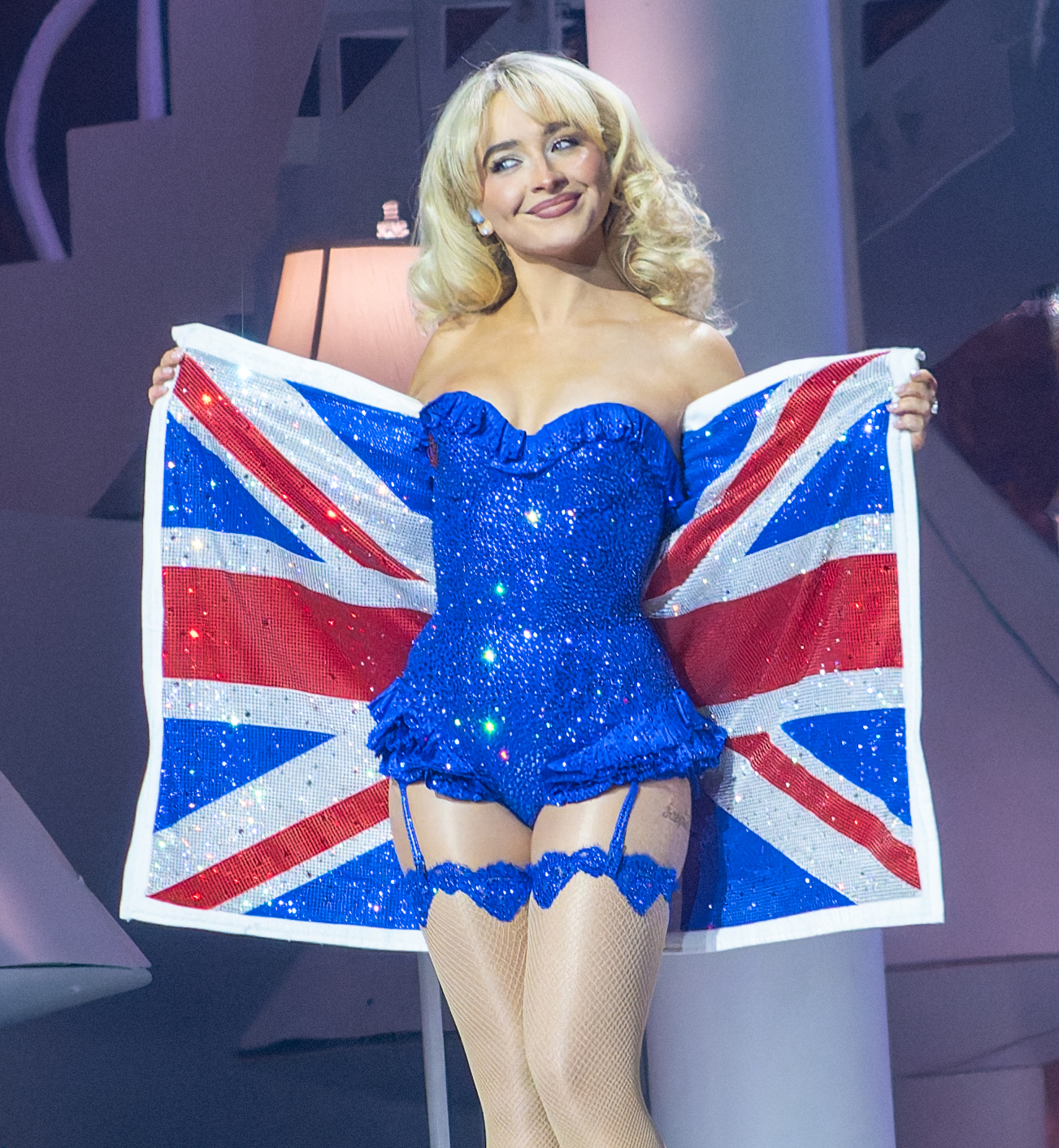
Carpenter em 2025

Em janeiro de 2021, Carpenter lançou a música "Skin", seu primeiro lançamento com a nova gravadora Island Records. A música também marca sua primeira entrada na Billboard Hot 100 em #48. Em abril do mesmo ano a atriz foi confirmada no elenco do filme de comédia da produtora Amazon Prime Emergency.
Em setembro de 2021, Carpenter lançou o single Skinny Dipping o primeiro de seu álbum Emails I Can't Send. Em fevereiro de 2022, ela lança o segundo single do álbum, Fast Times. Em julho de 2022, Carpenter lançou o terceiro single, Vicious, e era o último single até o lançamento oficial do álbum. Em 15 de julho de 2022, Carpenter lançou o álbum Emails I Can't Send. Em setembro de 2022, Carpenter anunciou a Emails I Can't Send Tour, uma turnê que passou por quatro continentes. Em novembro de 2022, Carpenter lançou o quarto e último single do álbum, Nonsense. Em 2023, Carpenter abriu os shows de Taylor Swift na The Eras Tour que passaram por Austrália, Singapura e a América Latina, no que descreveu como "um sonho de infância realizado", e lançou um EP de músicas natalinas, Fruitcake.
Em abril de 2024, Carpenter lançou o single "Espresso" do seu sexto álbum de estúdio, Short n' Sweet. A canção atingiu o terceiro lugar na parada Billboard Hot 100 e estreou em sétimo. Em 6 de junho de 2024, Carpenter lançou o segundo single de seu álbum, Please Please Please. A canção atingiu primeiro lugar na Billboard Hot 100 e estreou em segundo sendo a maior estreia da cantora até então. O álbum Short n' Sweet foi lançado em 23 de agosto e, com um dia de lançamento, todas as músicas adentraram o Top 40 mundial do Spotify simultaneamente. Em setembro a cantora venceu seu primeiro VMA na categoria Melhor Música com Espresso.
Em setembro de 2024, Carpenter iniciou sua quinta turnê, a Short n' Sweet Tour teve seu primeiro show em Columbus nos Estados Unidos. Ainda em 2024, houve 33 shows da turnê, até que em novembro de 2024, iniciou-se uma pausa na turnê, devido a virada de ano e temporada de premiações. Em novembro de 2024, foi anunciado os indicados ao Grammy Awards de 2025, Carpenter foi indicada a 6 categorias, entre elas 'Álbum do Ano'. Foi também anunciado que Carpenter iria performar na premiação.
Em dezembro de 2024, em parceria com a Netflix, Carpenter lançou um especial de natal entitulado A Nonsense Christmas with Sabrina Carpenter. O especial contava com as músicas de seu EP Fruitcake, e outras músicas de outros artistas, como Santa Baby. O especial contou com participação de artistas como Tyla, Shania Twain, Kali Uchis, Chappell Roan e outras participações nas esquetes de comédia, como Cara Delevingne e Sean Astin como Papai Noel.
Em fevereiro de 2025, aconteceu o Grammy 2025, Carpenter venceu 2 categorias, elas sendo 'Melhor Performance Vocal de Pop' com Espresso, e 'Melhor Álbum Vocal de Pop' com Short n' Sweet, sendo os dois, seus primeiros Grammys. Carpenter performou na premiação as músicas Espresso e Please Please Please. Ainda em fevereiro, foi lançado o Short n' Sweet (Deluxe), contando com 4 músicas novas e um remix de Please Please Please com a Dolly Parton.
Em março de 2025, Carpenter retornou a sua turnê Short n' Sweet Tour, com novas roupas e uma nova música na setlist, Busy Woman.
Em abril de 2025, Fortnite lançou uma colaboração com Sabrina Carpenter, apresentando seu personagem jogável homônimo como destaque da 8ª temporada do Fortnite Festival. A parceria também incluiu diversos cosméticos temáticos no jogo, como gestos e faixas musicais exclusivas.
Em junho de 2025, Carpenter lançou o single Manchild, liderando a Billboard Hot 100 logo na estreia, pela segunda vez em sua carreira. Em 11 de junho de 2025, Carpenter anunciou o seu sétimo álbum Man's Best Friend, com lançamento em 29 de agosto, um pouco mais de um ano após o lançamento de Short n' Sweet.

## Características musicais
Sabrina Carpenter foi descrita como uma cantora de "pop adolescente", que explorou outros gêneros em diferentes álbuns, incluindo pop, folk-pop, acústico e country no Eyes Wide Open. Evolution incluiu gêneros como eletropop e house music. Singular: Act I  e Singular: Act II mergulhou em gêneros mais maduros e conteúdo lírico, incluindo dance-pop, trap, hip-hop e R&B.
Em uma entrevista à Rolling Stone, Carpenter citou Madonna, Britney Spears, Mariah Carey e Christina Aguilera como as primeiras artistas que a influenciaram quando ela tinha cinco anos e a apresentaram à música pop.

## Vida pessoal
Em 2021, Sabrina Carpenter e Joshua Bassett foram envolvidos em uma grande polêmica na internet, sofrendo uma série de ataques, pois os dois teriam começado a se envolver pouco tempo após o fim do envolvimento entre ele e a cantora Olívia Rodrigo, gerando especulações dos fãs. Nenhum dos três chegou a falar sobre o ocorrido publicamente à época. A polêmica ganhou mais força após o lançamento do single "drivers license" (2021), onde Olivia cita: "Você provavelmente está com aquela garota loira, que sempre me fez duvidar. Ela é muito mais velha que eu. Ela é tudo aquilo que me deixa insegura". Após muitos rumores, Olivia, em entrevista, lamentou a narrativa que foi divulgada com o lançamento de sua música, dizendo que lançou o single sem saber que geraria essa reação, e que ataques contra outras mulheres por causa de homens é algo estúpido. Joshua, quando questionado sobre o tema, disse que preferia permanecer em silêncio porque as pessoas "não sabem do que estão falando". No ano seguinte, Carpenter lançou o single "because i liked a boy" (2022), onde diz: "Namorar garotos com ex-namoradas, não, eu não recomendo. Agora eu sou uma amante, sou uma vadia. Recebi ameaças de morte suficientes para encher um caminhão. Me diga quem eu sou, já que não tenho escolha. Tudo porque eu gostei de um garoto."
De acordo com especulações, em meados de 2023, Sabrina teria vivido um triângulo amoroso envolvendo a cantora Camila Cabello e o cantor Shawn Mendes, com quem teve um suposto envolvimento e acredita-se ser citado em diversas faixas do álbum da artista, em particular o single "Taste". O cantor negou ter existido um namoro entre os dois.
Entre dezembro de 2023 e dezembro de 2024, ela esteve em um relacionamento com o ator Barry Keoghan. Os dois viviam juntos em uma mansão em Hollywood Hills, um bairro de Los Angeles.

## Discografia
- Eyes Wide Open (2015)
- Evolution (2016)
- Singular: Act I (2018)
- Singular: Act II (2019)
- Emails I Can't Send (2022)
- Short n' Sweet (2024)
- Man's Best Friend (2025)

## Turnês
Atração Principal
- Evolution Tour (2016–2017)[105]
- The De-Tour (2017)[106]
- Singular Tour (2019)[107]
- Emails I Can't Send Tour (2022-2023)
- Short n' Sweet Tour (2024-2025)

Festivais (vários artistas)
- Jingle Ball Tour 2016 (2016)[108]
- Jingle Ball Tour 2017 (2017)[109]
- Jingle Ball Tour 2018 (2018)[110]

Ato de abertura
- Ariana Grande – Dangerous Woman Tour (2017)[111]
- The Vamps – Middle Of The Night Tour (2017)[112]
- Taylor Swift - The Eras Tour (2023)

## Filmografia

### Filme
| Ano  | Título                                      | Papel                  | Notas                                   |
| ---- | ------------------------------------------- | ---------------------- | --------------------------------------- |
| 2012 | Gulliver Quinn                              | Iris                   |                                         |
| 2012 | The Unprofessional                          | Harper                 |                                         |
| 2012 | Noobz                                       | Brittney               |                                         |
| 2013 | Horns                                       | Young Merrin           |                                         |
| 2016 | Adventures in Babysitting                   | Jenny Parker           |                                         |
| 2018 | The Hate U Give                             | Hailey                 |                                         |
| 2019 | The Short History of the Long Road          | Nola                   |                                         |
| 2019 | Tall Girl                                   | Harper Kreyman         | Filme direto para streaming             |
| 2020 | Work It                                     | Quinn Ackerman         | Produtora executiva                     |
| 2020 | Clouds                                      | Samantha "Sammy" Brown | [ 114 ]                                 |
| 2022 | Emergency                                   | Maddy                  | Pré produção                            |
| 2022 | Tall Girl 2                                 | Harper Kreyman         |                                         |
| 2024 | A Nonsense Christmas with Sabrina Carpenter | Ela mesma              | Especial de natal direto para streaming |

### Televisão
| Ano       | Título                                 | Personagem          | Notas                                            |
| --------- | -------------------------------------- | ------------------- | ------------------------------------------------ |
| 2011      | Law & Order: Special Victims Unit      | Paula               | Episódio: "Possessed"                            |
| 2012      | Phineas and Ferb                       | Girl                | Voz; episódio: "What a Croc!", "Ferb TV"         |
| 2013–2018 | Sofia the First                        | Princess Vivian     | Personagem recorrente, voz; 13 episódios         |
| 2013      | The Goodwin Games                      | Young Chloe Goodwin | Personagem recorrente, 5 episódios               |
| 2013      | Orange Is the New Black                | Jessica Wedge       | Episódio: "Fucksgiving"                          |
| 2013      | Austin & Ally                          | Lucy                | Episódio: "Moon Week & Mentors"                  |
| 2014–2017 | Girl Meets World                       | Maya Hart           |                                                  |
| 2015      | Radio Disney Family Holiday            | Ele mesmo           | Especial                                         |
| 2016      | Wander Over Yonder                     | Melodie             | Voz, episódio: "The Legend"                      |
| 2016      | Walk the Prank                         | Ela mesma           | Episódio: "Adventures in Babysitting"            |
| 2016-2019 | Milo Murphy's Law                      | Melissa Chase       | Voz                                              |
| 2017      | Soy Luna                               | Ela mesma           | Episódios 138 and 139                            |
| 2018      | So Close                               | Jessica             | Piloto                                           |
| 2018      | Mickey and the Roadster Racers         | Nina Glitter        | Voz; episódio: "Super-Charged: Pop Star Helpers" |
| 2020      | Punk'd                                 | Ela mesma           | Episódio: "Rat Trap with Sabrina Carpenter"      |
| 2020      | The Disney Family Singalong: Volume II | Ela mesma           | Especial de televisão                            |
| 2020      | Royalties                              | Bailey Rouge        | 2 episódios                                      |

### Videogames
| Ano  | Título            | Papel     | Notas                                                                               |
| ---- | ----------------- | --------- | ----------------------------------------------------------------------------------- |
| 2011 | Just Dance Kids 2 | Dançarina | Video game; Música: I'm a Gummy Bear (The Gummy Bear Song)                          |
| 2025 | Fortnite          | Skin      | Skins exclusivas; Tema da Temporara 8 do Fortnite Festival; várias músicas e emotes |

## Teatro
| Ano  | Produção                                        | Papel         | Local                 | Categoria |
| ---- | ----------------------------------------------- | ------------- | --------------------- | --------- |
| 2015 | Peter Pan and Tinker Bell – A Pirates Christmas | Wendy Darling | Pasadena Playhouse    | Regional  |
| 2020 | Mean Girls                                      | Cady Heron    | August Wilson Theatre | Broadway  |

## Prêmios e indicações
| Atuação | Atuação                        | Atuação                                        | Atuação                         | Atuação   | Atuação |
| Ano     | Premiação                      | Categoria                                      | Trabalho                        | Resultado | Ref.    |
| ------- | ------------------------------ | ---------------------------------------------- | ------------------------------- | --------- | ------- |
| 2015    | The Joey Awards                | Best Young Ensemble Feature Film               | Horns                           | Venceu    | [ 117 ] |
| 2015    | Young Artist Awards            | Outstanding Young Ensemble in a TV Series      | Garota Conhece o Mundo          | Indicada  | [ 118 ] |
| Música  |                                |                                                |                                 |           |         |
| Ano     | Premiação                      | Categoria                                      | Trabalho                        | Resultado | Ref.    |
| 2015    | Radio Disney Music Awards      | Melhor Canção Apaixonada                       | "Can't Blame a Girl for Trying" | Venceu    |         |
| 2016    | Radio Disney Music Awards      | Este é Meu Som: Melhor Hino                    | "Eyes Wide Open"                | Venceu    | [ 119 ] |
| 2017    | Radio Disney Music Awards      | Melhor Canção Apaixonada                       | "On Purpose"                    | Indicada  |         |
| 2017    | Behind the Voice Actors Awards | Best Vocal Ensemble in a New Television Series | "A Lei de Milo Murphy"          | Indicada  | [ 120 ] |
| 2018    | Radio Disney Music Awards      | Melhor Canção Apaixonada                       | "Why"                           | Indicada  | [ 121 ] |
| 2024    | VMA                            | Melhor Música                                  | "Espresso"                      | Venceu    | [ 9 ]   |
| 2025    | Grammy Awards                  | Artista Revelação                              | Ela mesma                       | Indicado  | [ 122 ] |
| 2025    | Grammy Awards                  | Álbum do Ano                                   | "Short n' Sweet"                | Indicado  | [ 122 ] |
| 2025    | Grammy Awards                  | Melhor Álbum Vocal de Pop                      | "Short n' Sweet"                | Venceu    | [ 122 ] |
| 2025    | Grammy Awards                  | Canção do Ano                                  | "Please Please Please"          | Indicado  | [ 122 ] |
| 2025    | Grammy Awards                  | Gravação do Ano                                | "Espresso"                      | Indicado  | [ 122 ] |
| 2025    | Grammy Awards                  | Melhor Performance Solo de Pop                 | "Espresso"                      | Venceu    | [ 122 ] |
| Outros  |                                |                                                |                                 |           |         |
| 2019    | iHeartRadio Music Awards       | Animal de estimação mais fofo de um músico     | Goodwin                         | Indicada  |         |